# Гусичі (рід)
Гусичі (хорв. Gusići, угор. Gusić) — давній хорватський шляхетський рід. Був одним з найвпливовіших хорватських аристократичних родин, записаних у Pacta Conventa та Супетарському картулярії (Sumpetar cartulary). 
Рід походить із внутрішніх районів Біоґраду в середньовічній жупанії Лука та Сідрага, де вони згадуються принаймні з 11 століття. Основними регіонами їхнього впливу були Крбава та Гацька, де вони були жупанами та князями принаймні з початку 13 століття. Родоначальники гілок князів Поседарських та Куряковичі, які як магнати зуміли зібрати багато маєтків та земель при угорському королівському дворі, а двоє їхніх представників стали банами Хорватії. Прямі нащадки роду з прізвищем Гусич і Гушич (Gušić) живуть і сьогодні в Хорватії та Словенії.

## Історія

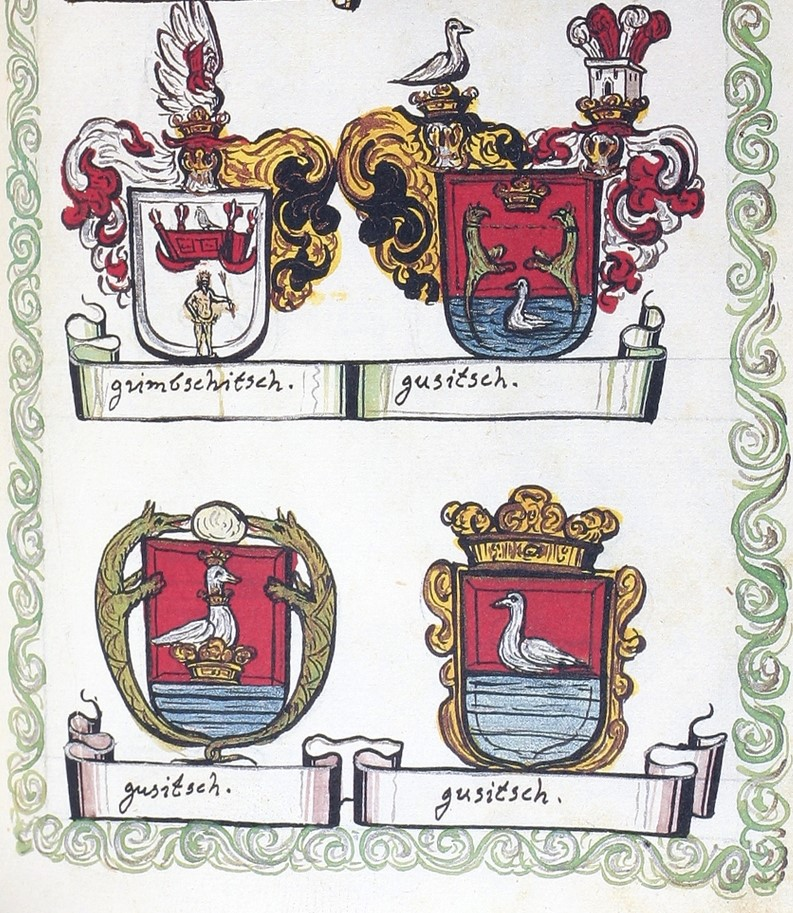
Варіанти гербу (праворуч угорі та два внизу) з Opus Insignium Armorumque

Рід має хорватське походження. В різних історичних джерелах зустрічається написання прізвища: Gusić, Gušić, de generatione Gussichorum, de genere Gusich, de genere Gussich, de genere Gussichorum, de genere Gussithorum, Dussigh, Gusich, Gusichy, Gusigh, Gusik, Gusiki, Gussich, Gussichi, Gussichius, Gussigh, Gusych, Gwzych, тощо.
Їхня геральдика з'явилася принаймні у 1278 (або 1367) році і є одним із найстаріших хорватських гербів, що були зображені із підписом назви роду. Відомі зображення щита з гусаком і ззовні над щитом двох драконів. Згідно з геральдистом Бартолом Змаїчем, герб, ймовірно, мав червоний щит, на якому розташовані три горизонтальні срібні смуги, а на вершині — гусак у короні. 
Родина Гусичів згадується в угоді Pacta Сonventa, 1102 року, де вона була записана як одне з дванадцяти визначних хорватських шляхетних племен (родів), які погодились визнати угорського короля Коломана І як короля Хорватії. 
Спочатку вони мали маєтки у внутрішніх районах Біоґрада в середньовічній жупанії Лука та Сідрага, зокрема Клічевич, Цераньї, Гушичі, Обровац і Домаковці. Історики В'єкослав Клаїч і Фердо Шишич вважали, що вони походять з регіону Крбава.
Перші члени родини згадуються з середини XI століття. Першим відомим членом є Прванег, жупан Луки, зареєстрований у документі 1060 року короля Хорватії Петра Крешимира IV. Він мав кількох синів, серед яких були Прибіна та Яків Гусичі. 
У розпал турецького вторгнення в Хорватію, протягом XV і XVI століть, Гусичі перемістилися на північний захід. Вони побудували фортецю Гусич-град у Гацку. Представники роду брали активну участь у війні проти османів. 
21 квітня 1701 року Деякі члени роду отримали титул барона Священної Римської імперії та відповідний герб від імператора та хорватсько-угорського короля Леопольда І Габсбурга. У XVIII столітті баронська гілка роду розділилася на дві частини. 
Молодшими гілками Гучисів є Поседарські, Куряковичі, Гусичі-Тураньські. Князі Ізачичі та Крчеличі (Izačići i Krčelići) також належать до династії Гусичів. 	
Нащадки князів Гусичів з Крбави живуть і сьогодні у Хорватії, біля Нові-Місто в Словенії, в Боснії та Герцеговині, у Великій Британії.